# Reiterstandbild Karl der Große und seine Wachen

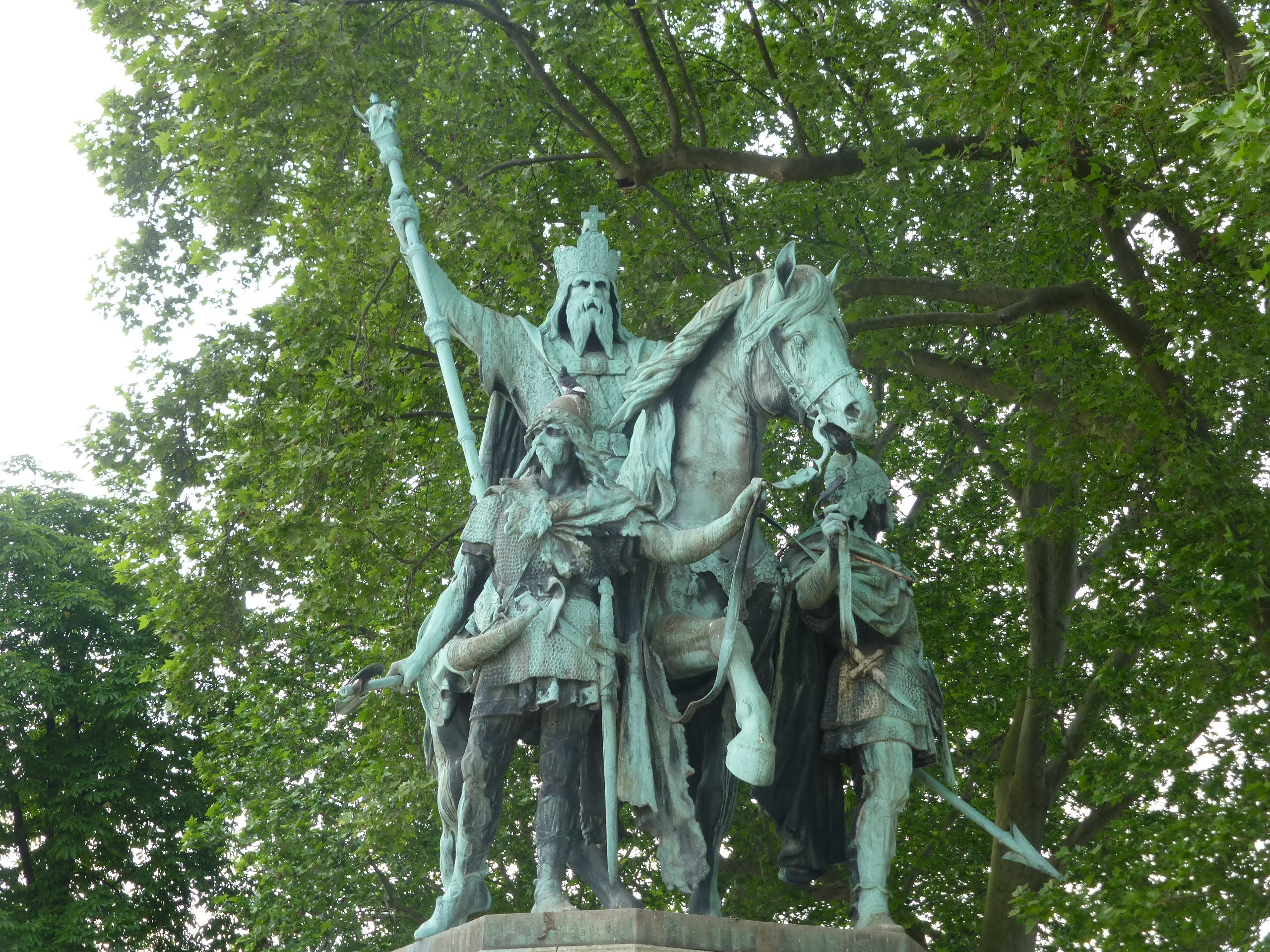
Reiterstandbild Karl der Große und seine Wachen

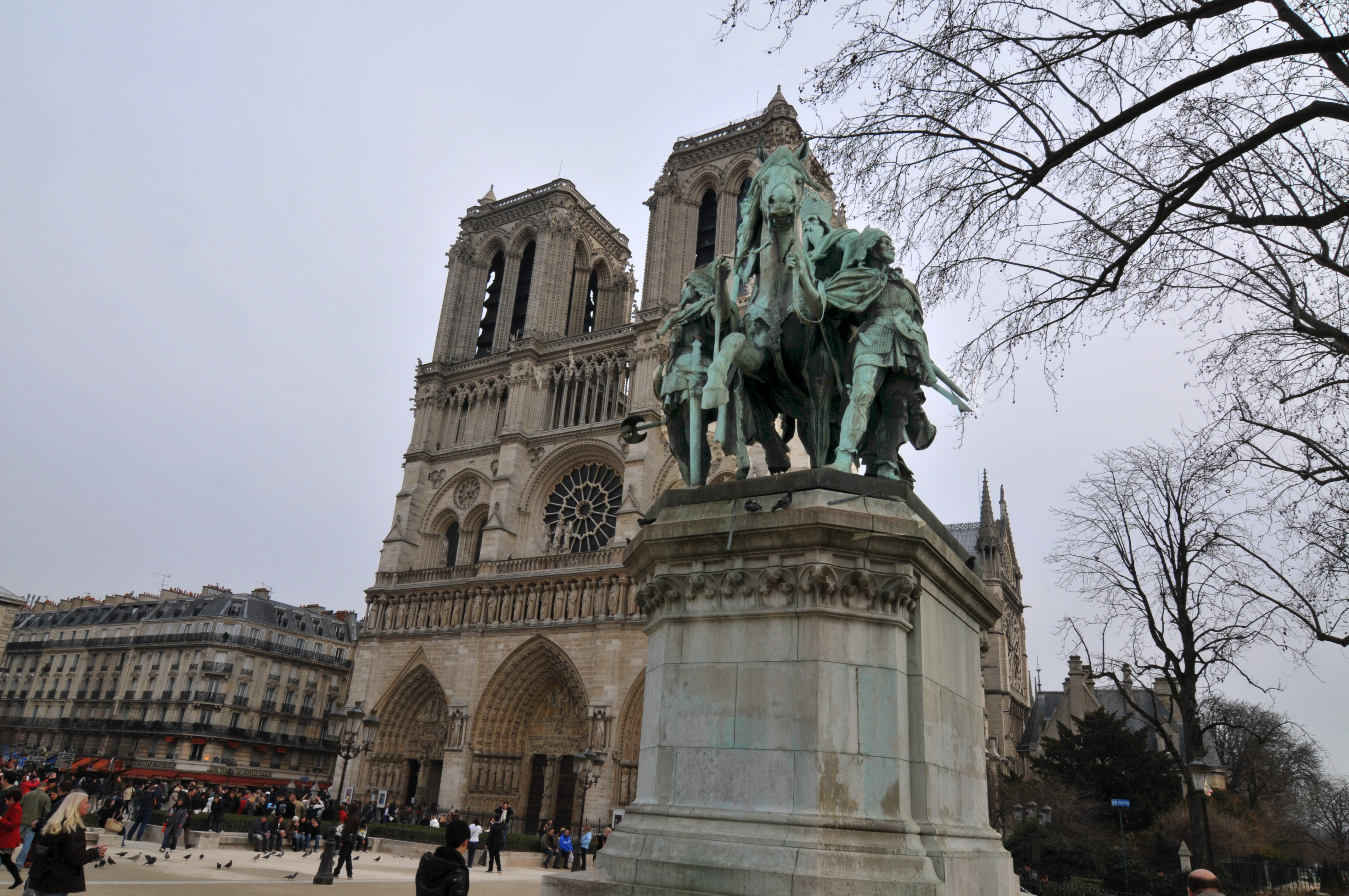
Das Standbild neben der Kathedrale Notre-Dame

Das Reiterstandbild Karl der Große und seine Wachen (Charlemagne et ses Leudes) ist ein 1878 von dem französischen Bildhauerbrüderpaar Louis Rochet und Charles Rochet geschaffenes Denkmal, das Karl den Großen (747/48–814), den König des Fränkischen Reichs darstellt und sich in Paris neben der Kathedrale Notre Dame befindet.

## Geschichte
Im Jahr 1853 wurde von zwei Bildhauern, den Gebrüdern Louis und Charles Rochet ein Gipsmodell für eine Statue Karls des Großen (Charlemagne) vorgeschlagen, die dann 1867 für die Weltausstellung Paris 1867 (Exposition universelle d’Art et d’industrie) ausgestellt werden sollte. Die Bronzestatue hingegen wurde erst für die Weltausstellung Paris 1878 fertig. Zunächst war jedoch niemand an der Statue interessiert. Sowohl die Kosten als auch die Symbolik führten zu heftigen Diskussionen. Erst 1895 wurde die Statue von der Stadt Paris für 30.000 Franken übernommen. Während des Zweiten Weltkriegs wurden von den deutschen Besatzern viele Bronzestatuen in Frankreich eingeschmolzen, das Denkmal Karls des Großen blieb jedoch verschont, da der Herrscher als Symbol für ein großdeutsches Reich angesehen wurde. 1973 schlug der Stadtrat von Paris (Conseil de Paris) vor, die Statue durch ein anderes Denkmal zu ersetzen und bot die Statue Karls des Großen der Stadt Metz an, die jedoch die Kosten für die Umsetzung nicht übernehmen wollte. So verblieb das Reiterstandbild in Paris.

## Beschreibung

### Skulpturengruppe
Das Reiterstandbild mit den Wachen bzw. Paladinen wurde aus Bronze gefertigt, wiegt ca. 15 Tonnen und ist etwa sieben Meter hoch. Karl der Große ist im Alter mit einem geteilten Bart dargestellt. Er sitzt auf einem Pferd. In der rechten Hand hält er das Zepter von Charles V., auf dem Kopf trägt er die Kaiserkrone. Zu beiden Seiten des Pferdes wird der König von seinen Paladinen Roland und Oliver bewacht, die mit Streitaxt und Spieß bewaffnet sind. Die Skulpturengruppe steht auf einem massiven, mehrstufigen, aus Steinblöcken gemauerten Sockel. Auf der von vorne aus gesehen linken Seite des Sockels ist die Inschrift „CHARLEMAGNE / ET / SES LEVDES“ eingraviert.

### Anachronismen
Das Denkmal enthält zwei Anachronismen.
- Das Zepter in der Hand von Karl dem Großen stellt das Zepter Charles V. dar und ist daher ein Werk aus dem 14. Jahrhundert (über 500 Jahre nach Karl dem Großen).
- Karl der Große trägt die kaiserliche Krone auf dem Kopf, die er erst nach 800, dem Jahr seiner Krönung trug. Zu diesem Zeitpunkt war jedoch sein Paladin Roland bereits verstorben.